# Stazione di Polignano a Mare
Stazione di Polignano a Mare vasútállomás Olaszországban, Polignano a Mare településen.

## Vasútvonalak
Az állomást az alábbi vasútvonalak érintik:
- Ancona–Lecce-vasútvonal

## Kapcsolódó állomások
A vasútállomáshoz az alábbi állomások vannak a legközelebb:
- Stazione di Monopoli
- Stazione di Mola di Bari